# Парій (місто)
40°24′58″ пн. ш. 27°04′13″ сх. д. / 40.4162° пн. ш. 27.0703° сх. д.
Парій (грец. Πάριον) - давньогрецьке місто у Місії, Мала Азія поблизу м.Лампсак. Спочатку називалося Адрастея, потім Парій або Паріум.

## Історія
Засновано місто колоністами з о.Парос. Тоді воно називалося Адрастея. Входило до Афінського морського союзу. Згодом відійшло до Перської імперії. З 332 році до н.е. підкорено Олександром Македонським. В часи еллінізму та боротьби діадохів належало цареві Лісімаху. після його загибелі нетривалий час Селевку I. після цього належало Пергамським царям. З цих пір вона стає Парієм. Після приєднання пергамської держави до Римської республіки у 133 році до н.е., Парій став частиною римської провінції Азія. В імперській період - це частина провінції Геллеспонт.
З часом в Парії поширюється християнство, з'являються свої святи та великомученики. З набуттям християнства статусом державної релігії в Парії запроваджується єпископія. Тут правили 14 православних єпископів. Після підкорення хрестоносцями Константинополя у 1204 році в місті запроваджується католицька кафедра з 1209 року.
З 640 року Парій - вікаріантне архієпископство. Імператор Андроник II запровадив у місті метрополію під назвою Pegon kai Pariou.Це тривало до 1354 року коли вона була перенесена до Созополя.
Сьогодні руїни міста Парія зараз розташовані біля селища Кемер, неподалік мису Терсан-Борну у санджаку Біга (Туреччина).

## Відомі мешканці
- Неоптолем Парійський - граматик та літературний критик
- Василь Парійський - єпископ та християнський святий
- Святий Онісіфор - апостол з сімдесяти, учень апостола Павла
- Святий Менігн - християнський мученик часів імператора Деція.
- Святий Теоген - єпископ й мученик